# Микуличі (Барановицький район)
Микуличі (біл. Мікулічы) — село в Білорусі, у Барановицькому районі Берестейської області. Орган місцевого самоврядування — Городищенська сільська рада.

## Населення
За переписом населення Білорусі 2009 року чисельність населення села становила 31 особа.